# ديف فورني
ديف فورني (بالإنجليزية: Dave Forney) هو عالم حاسوب ومهندس أمريكي، ولد في 6 مارس 1940 في نيويورك في الولايات المتحدة.